# Josip Antolović (vojnik)
Josip Antolović – Hrvat (Slavonski Brod, 5. ožujka 1916. — Zagreb, 28. siječnja 1999.) bio je sudionik Narodnooslobodilačke borbe, general-pukovnik JNA i narodni heroj Jugoslavije.

## Životopis
Rođen je 1916. godine u Slavonskom Brodu, u radničkoj obitelji. U rodnom gradu je izučio zanat i radio u Tvornici vagona. Član Saveza komunističke omladine Jugoslavije postao je 1934. godine. Godine 1937., s grupom skojevaca bio je upućen u Španjolsku. Pri prelasku austrijske granice, skupina je bila uhićena i vraćena u Jugoslaviju. 
Kao metalski radnik, bio je član URS-ovih sindikata i radio u nekoliko sekcija sindikata u Radničkom domu u Slavonskom Brodu. Član Komunističke partije Jugoslavije postao je u ožujku 1941. godine. 

### Drugi svjetski rat
Poslije okupacije Jugoslavije 1941., radio je na prikupljanju oružja, a pošto je bio zaposlen u odjeljenju za lokomotive tvornice vagona, dobio je zadatak od KPJ da napravi papuče za vuču vagona. Tada je bio otkriven i uhićen krajem srpnja 1941. godine. Iste noći uspio je pobjeći iz zatvora i prebacio se ilegalno u Mačvu. Bez dokumenata se našao u selu Crna Bara, gdje je ponovo bio uhićen i sproveden u zatvor u Bogatiću. U zatvoru je proveo jednu noć, jer su 7. kolovoza 1941. godine mačvanski partizani zauzeli Općinskuzgradu u Bogatiću i oslobodili zatvorenike. Antolović je stupio u četu Mačvanskog odreda, kojom je zapovijedao Mika Mitrović Jarac, i dobio partizansko ime Hrvat. Poslije prve akcije odreda protiv okupatora, postao je zapovjednik voda. Sudjelovao je u borbama kod Mačvanske Mitrovice, Prnjavora, Banje Koviljače, Šapca, Noćaja i ostalih mjesta. Kada je Mika Mitrović poginuo u borbi za Šabac, Antolović je postao zapovjednik udarne čete Mačvanskog partizanskog odreda.
Preživjevši uništenje Mačvanskog odreda i posljednju borbu, 2. ožujka 1942. godine, ilegalno se vratio u Slavonski Brod do 17. ožujka. Odmah se povezao s rukovodstvom KPJ i krajem ožujka ponovno otišao u partizane. Krajem travnja, od 28 komunista, skojevaca i simpatizera NOP-a, uglavnom iz Slavonskog Broda i okoline, formirana je u istočnoj Slavoniji partizanska četa, čiji je zapovjednik bio Antolović. Zatim je bio zapovjednik bataljuna s kojim je ušao u sastav Prve slavonske brigade i početkom 1943. godine postao zapovjednik iste brigade. Kao zapovjednik brigade, sudjelovao je u borbama za Voćin, Orahovicu, Viroviticu, Garešnicu, Našice, Veliku i u nizu drugih borbi u Slavoniji. U Hrvatskom zagorju, sudjelovao je u napadu na logor Lepoglavu, gdje je bilo oslobođeno 90 političkih zatvorenika.
U jesen 1943. godine, brigada je prešla u Bosnu, gdje je Antolović sudjelovao u razbijanju četničkih jedinica i u drugim borbama na planini Motajici, te za Teslić, Prnjavor i u nizu drugih mjesta. U siječnju 1944. godine, bio je postavljen za zapovjednika 33. divizije Desetog zagrebačkog korpusa NOVJ-a. Divizija je djelovala u neposrednoj blizini Zagreba, na glavnoj magistrali Zagreb—Beograd. Dolaskom Crvene armije u Viroviticu, 33. divizija je sudjelovala u obrani virovitičkog mostobrana, i dva mjeseca odolijevala napadima njemačko-ustaških snaga. Poslije proboja Srijemske fronte i povlačenja njemačkih snaga, kao zapovjednik divizije, spriječio je neprijatelja da organizira obrambenu liniju na rijeci Ilovi.
Godine 1943., na oslobođenom području Slavonije bio je biran za vijećnika ZAVNOH-a.

### Poslijeratna karijera
Poslije rata, Antolović se nalazio na mnogim odgovornim dužnostima u JNA kao zapovjednik divizije, načelnik stožera Armije, zapovjednik korpusa, načelnik Pješadijskog školskog centra JNA i ostalo.
Završio je Vojnu akademiju „Mihail Vasiljevič Frunze“ u SSSR-u i Operativnu školu Više vojne akademije JNA.
Umirovljen je u činu general-pukovnika JNA. 
Umro je 28. siječnja 1999. godine u Zagrebu. Sahranjen je na zagrebačkom groblju Mirogoju.

## Odličja
Nositelj je Partizanske spomenice 1941., Ordena zasluga za narod sa zlatnim vijencem i ostalih jugoslavenskih odličja. Ordenom narodnog heroja odlikovan je 27. studenog 1951. godine. 